# Slovenië op het Eurovisiesongfestival 2003
Slovenië nam deel aan het Eurovisiesongfestival 2003 in Riga, Letland. Het was de 9de deelname van het land op het Eurovisiesongfestival. RTVSLO was verantwoordelijk voor de Sloveense bijdrage van de editie van 2003.

## Selectieprocedure
Om de kandidaat te selecteren die Slovenië zou vertegenwoordigen, werd er gekozen om een nationale finale te organiseren.
De finale werd georganiseerd in Gospodarsko Razstavisce in Ljubljana en werd gepresenteerd door Miša Molk en Peter Poles.
Er waren 2 rondes tijdens deze finale, in de eerste was er een combinatie jury/televoting en in de superfinale enkel televoting.

| Volgorde | Artiest                          | Lied                  | Jury Punten | Televoting | Televoting Punten | Totaal Punten | Plaats |
| -------- | -------------------------------- | --------------------- | ----------- | ---------- | ----------------- | ------------- | ------ |
| 1        | Jadranka Juras                   | "Sedmi čut"           | 1           | 920        | 1                 | 2             | 12     |
| 2        | Ana Dežman                       | "Mlado srce"          | 0           | 1532       | 3                 | 3             | 11     |
| 3        | Folkrola & Nina                  | "Ujemi me"            | 0           | 878        | 0                 | 0             | 13     |
| 4        | Bepop                            | "Ne sekiraj se"       | 0           | 16695      | 12                | 12            | 4      |
| 5        | Andraž Hribar                    | "Letim naprej"        | 5           | 892        | 0                 | 5             | 10     |
| 6        | Karmen Stavec                    | "Lep poletni dan"     | 6           | 9194       | 10                | 16            | 2      |
| 7        | Nuša Derenda                     | "Prvič in zadnjič"    | 7           | 5798       | 8                 | 15            | 3      |
| 8        | Alya                             | "Exploziv(no)"        | 0           | 924        | 0                 | 0             | 13     |
| 9        | Marijan Novina                   | "Vse enkrat mine"     | 2           | 1791       | 4                 | 6             | 9      |
| 10       | Pika Božič                       | "Ne bom čakala te"    | 3           | 5207       | 7                 | 10            | 6      |
| 11       | Platin                           | "Sto in ena zgodba"   | 0           | 747        | 0                 | 0             | 13     |
| 12       | Jasmina Cafnik                   | "Ti sploh ne razumeš" | 0           | 677        | 0                 | 0             | 13     |
| 13       | Domen Kumer                      | "Tvoje ime"           | 4           | 2237       | 5                 | 9             | 7      |
| 14       | Polona                           | "Ujel si se"          | 10          | 1422       | 2                 | 12            | 4      |
| 15       | Tulio Furlanič & Alenka Pinterič | "Zlata šestdeseta"    | 8           | 1246       | 1                 | 9             | 7      |
| 16       | Alenka Godec                     | "Poglej me v oči"     | 12          | 2640       | 6                 | 18            | 1      |

### Superfinale
| Artiest       | Lied               | Televoting | Plaats |
| ------------- | ------------------ | ---------- | ------ |
| Karmen Stavec | "Lep poletni dan"  | 26714      | 1      |
| Nuša Derenda  | "Prvič in zadnjič" | 13637      | 2      |
| Alenka Godec  | "Poglej me v oči"  | 12261      | 3      |

## In Riga
In Letland trad Slovenië aan als 26ste en laatste, net na Zweden.
Op het einde bleek dat ze slechts 7 punten verzameld hadden, goed voor een 23ste plaats. 
België en Nederland hadden geen punten over voor deze inzending.

### Gekregen punten

#### Finale
| 12 punten | 10 punten               | 8 punten  | 7 punten | 6 punten |
| --------- | ----------------------- | --------- | -------- | -------- |
|           |                         |           |          |          |
| 5 punten  | 4 punten                | 3 punten  | 2 punten | 1 punt   |
|           | - Bosnië en Herzegovina | - Kroatië |          |          |

### Punten gegeven door Slovenië

#### Finale
Punten gegeven in de finale:
| 12 punten | Rusland    |
| 10 punten | Turkije    |
| 8 punten  | Kroatië    |
| 7 punten  | Oostenrijk |
| 6 punten  | Zweden     |
| 5 punten  | Noorwegen  |
| 4 punten  | IJsland    |
| 3 punten  | België     |
| 2 punten  | Ierland    |
| 1 punt    | Spanje     |